# Raststätte Kölliken

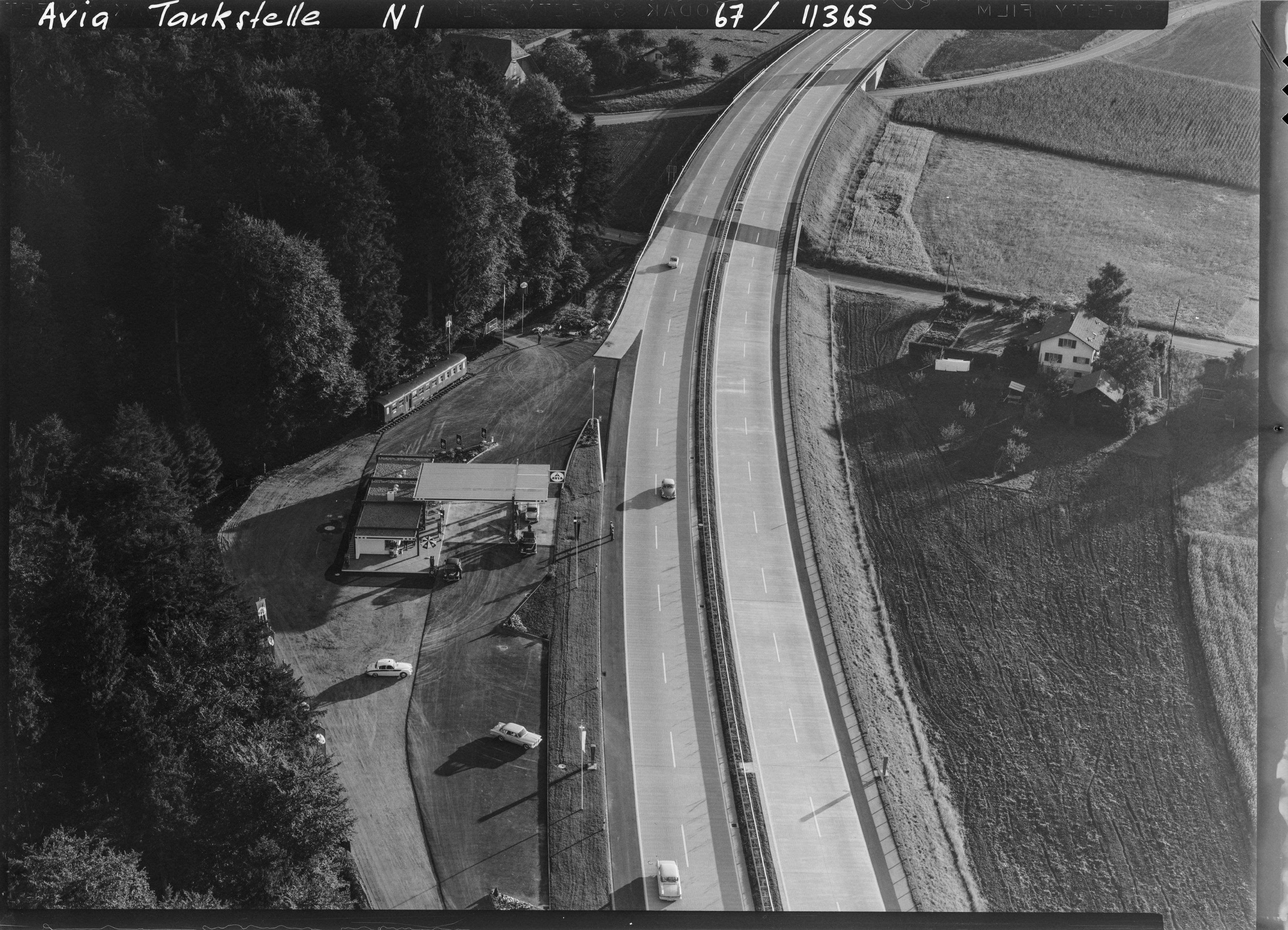
Tankstelle Kölliken Süd mit dem SBB-Speisewagen auf einem Gleisstück im Jahr 1967

Die Raststätte Kölliken liegt an der Autobahn A1 südsüdwestlich von Aarau auf dem Gebiet der Gemeinde Kölliken im Kanton Aargau.
Die an der ostwärts führenden Fahrbahn der damaligen N1 gebaute Tankstelle wurde dank einer Verpflegungsmöglichkeit in einem SBB-Speisewagen ab 16. August 1967 zur ersten Raststätte im Nationalstrassennetz der Schweiz. Drei Jahre später eröffnete in einigen hundert Metern Entfernung an der Gegenfahrbahn die Raststätte «Kölliken Nord».

## Eröffnung
Bei der Eröffnung 1967 fand bei der Tankstelle in Kölliken Süd eine «Landsgemeinde» statt, in deren Verlauf über Chancen und Probleme einer Raststätte diskutiert wurde. Der Kommentar des Schweizer Fernsehens stellte fest, dass Tankstellen wohl nötig seien, war aber unsicher, ob Restaurants an der Autobahn sich würden halten können. Der Wirteverband Gastrosuisse hatte verlauten lassen, dass «niemand an der Autobahn zu speisen wünsche».

### Gebäude und Nutzung

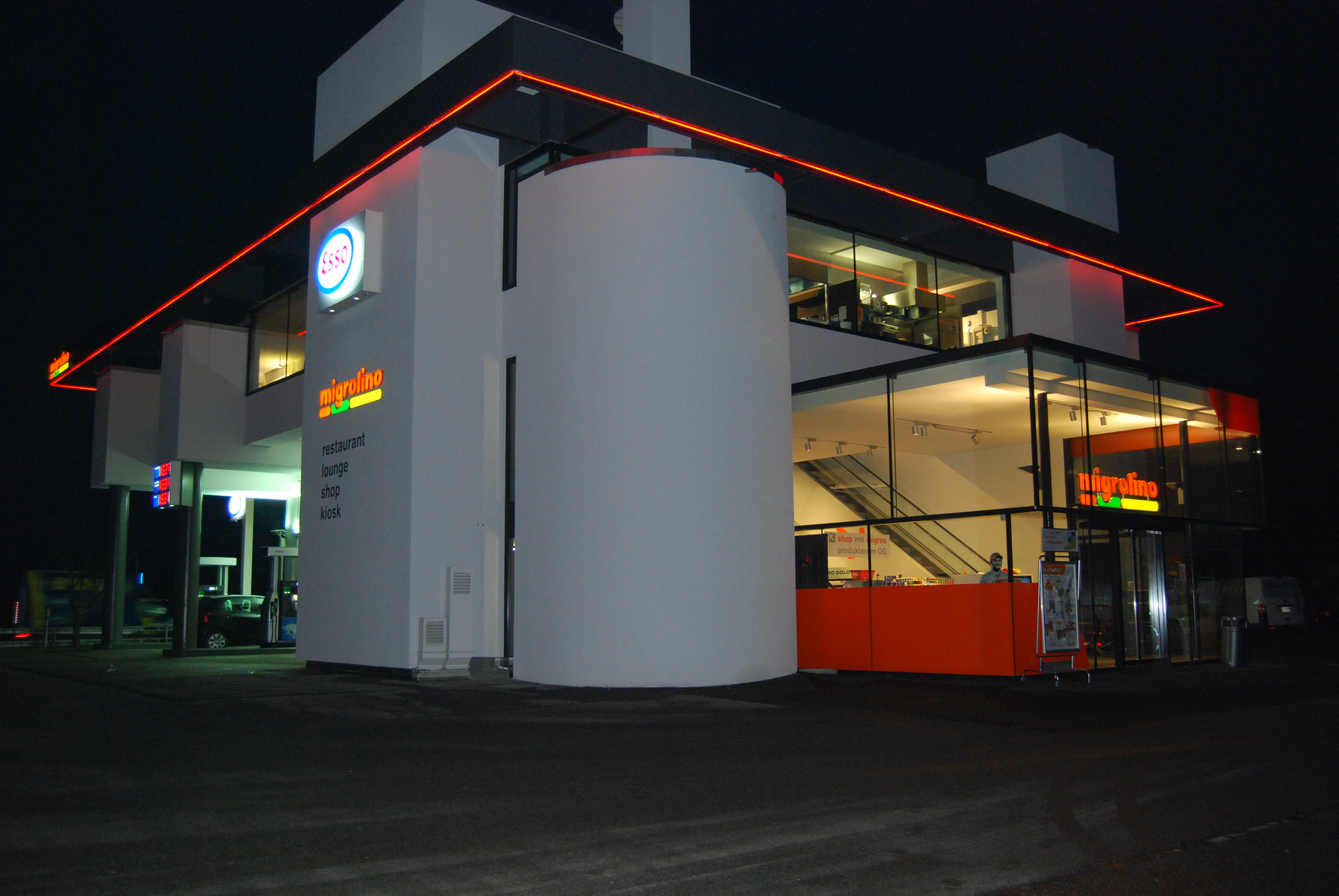
Kölliken Nord mit dem nordwestlichen Glasanbau, der den Einbau von Rolltreppen ermöglichte

Das von den Architekten Miklos Hajnos und Werner Brauen stammende und Ende September 1970 eröffnete Gebäude in Kölliken Nord sollte nach deren Intention von weitem sichtbar sein und wurde deshalb mehrgeschossig ausgeführt. Über dem Laden im Erdgeschoss befand sich im ersten Stock eine Cafeteria für Kurzzeitbesucher, im zweiten Stock die Küche und der Restaurationsbetrieb. Das Grundstück war vom Kanton im Baurecht für 30 Jahre der Sektion Aargau des Automobilgewerbeverbands zugesprochen worden, welcher die Raststätte selber betreiben wollte. Im von der Restauroute Kölliken AG betriebenen Restaurant wurde mit einer Jahresfrequenz von 500'000 Besuchern gerechnet, wofür damals noch wenig verbreitete Mikrowellenherde für das Wärmen fertig angerichteter Speisen zum Einsatz kamen. In den Hauptessenszeiten kamen die Gerichte hingegen direkt aus der Küche zum Gast. Der Laden in Kölliken Nord wurde 2009 einer der ersten Migrolino-Shops. die Gastrobetriebe umfassen eine Marché Cafébar und einen Burger King.
1972 war nach der Fertigstellung des Restaurants in Kölliken Süd auch Schluss für das Provisorium mit dem SBB-Speisewagen. Die zunächst alleine da stehende Tankstelle war von Ronald Grisard betrieben worden. Während 37 Jahren führten ab 1972 drei Generationen der Familie Pauli/Turkier das Restaurant Dreistern als Familienbetrieb. Ab 2009 beherbergte das Gebäude des Rastplatzes Kölliken Süd einen McDonald’s, welcher mit einer Stichstrasse auch von der Hauptstrasse 285 ausserhalb der Autobahn zugänglich blieb. Der Kanton schreibt vertraglich den Betrieb eines Restaurationsbetriebs, eines Shops und einer Tankstelle vor.
Die Tankstellen wurden bei deren Eröffnung von AVIA (Kölliken Süd) und von Gulf Oil (Kölliken Nord) betrieben, jene in Kölliken Nord vermutlich nach der Übernahme von Gulf 1983 von Shell, danach ESSO und heute von Socar. In Kölliken Süd konnte man durchgehend AVIA tanken.

### Parkplätze
Schon ein halbes Jahr nach der Eröffnung konstatierte einer der Architekten von Kölliken Nord, die gebauten 56 Parkplätze für 120 Tischplätze in der Gaststätte seien wohl zu knapp bemessen gewesen.

## Fussnoten
1. 1 2 3  Kölliken bekam vor 50 Jahren die erste Raststätte der Schweiz – inklusive Speisewagen. Aargauer Zeitung, 17. August 2017.
2. ↑  Das Restaurant der ersten Autobahnraststätte war ein SBB-Speisewagen. Aargauer Zeitung, 4. Oktober 2022.
3. ↑  Simone Morger: Als in Kölliken die erste Schweizer Autobahn-Tankstelle eröffnete – und warum daneben ein Bahnwagen stand. Aargauer Zeitung, 6. Dezember 2019.
4. ↑  Ungeliebte, aber unentbehrliche Autobahnraststätten. NZZ, 22. März 2008.
5. 1 2  Gaudenz Risch: Autobahn-Tankstelle und -Raststätte «Restauroute 3-Stern» Kölliken-Nord. Schweizerische Bauzeitung, Band 89 (1971), Heft 5, S. 109.
6. 1 2  Mikrowellen-Menüs für die Nervösen: Wie in den Siebzigerjahren im Aargau fürs Auto gebaut wurde. Luzerner Zeitung, 8. Februar 2018.
7. ↑  Der neue Laden gleich um die Ecke. Werbewoche, 2. Dezember 2009.
8. ↑  Marché Standortverzeichnis
9. 1 2  McDonald’s-Filiale in der Kölliker Autobahnraststätte. Aargauer Zeitung, 4. Mai 2009.
10. ↑  Autobahnraststätte Kölliken: McDonald's erhält ein 800'000 Franken teures Lifting. Aargauer Zeitung, 26. August 2022.
11. ↑  McDonald’s Restaurant auf dem Internetauftritt der Gemeinde, abgerufen am 14. Dezember 2023.
12. ↑  AVIA Autobahntankstelle Kölliken AG, Handelsregistereintrag 1967–2013, Fusion mit Schätzle AG Luzern

Koordinaten: 47° 19′ 23,9″ N, 8° 1′ 17,9″ O; CH1903: 644074 / 241545